# Acacia trentiniani
Acacia trentiniani é uma espécie de leguminosa do gênero Acacia, pertencente à família Fabaceae.